# The Keeping Room
The Keeping Room è un film del 2014 diretto da Daniel Barber.

## Trama
Tre donne rimaste da sole in una fattoria isolata durante gli ultimi giorni della guerra civile americana sono prese d'assalto da una coppia di scout yankee assassini.